# Ralf-Dieter Brunowsky
Ralf-Dieter Brunowsky (* 15. Juni 1949 in Bremen) ist ein deutscher Journalist, Publizist und Kommunikationsberater.

## Leben
Brunowsky ist der Sohn von Helma und Hans-Dieter Brunowsky. Nach dem Abitur am Beethoven-Gymnasium Bonn und einem Jahr bei der Bundesmarine begann er ein Studium der Volkswirtschaftslehre an der Technischen Universität Berlin, welches er 1975 als Diplom-Volkswirt abschloss.
Von 1975 bis 1977 war er Geschäftsführer des Verbandes Berliner Milch- und Lebensmittelkaufleute, danach bis 1979 Volontär und Parlamentsberichterstatter der Berliner Morgenpost. Zwischen 1980 und 1985 arbeitete er als Korrespondent für die Wirtschaftswoche in Berlin und Bonn. Anschließend leitete er das Ressort Politik und war bis 1989 stellvertretender Chefredakteur. Danach wechselte Brunowsky zur Zeitschrift Impulse und 1991 als Chefredakteur zum Wirtschaftsmagazin Capital, das er bis zum 31. August 2001 leitete. Zuletzt war er auch stellvertretender Verlagsgeschäftsführer der Gruner&Jahr Wirtschaftspresse. 2000/2001 moderierte er die Sendung Capitalk auf N24 und später bei NRW TV.
Im Jahr 2002 gründete er die BrunoMedia GmbH, deren Schwerpunkt heute die journalistische Kommunikationsberatung ist. Zu den früheren und heutigen Kunden zählen die Deutsche Oppenheim Family Office AG, Finvia Family Office, Paltron, veloxvideo, Valdivia, Harald Quandt Holding, Gruener-Fisher Investments, S Broker, PSD Bank München, Alteos.
2003 kaufte er gemeinsam mit dem österreichischen Journalisten Michael Maier die Netzeitung, die zuvor im Besitz der Bertelsmann AG war. Es folgten Gründungen einer PR-Agentur und des Verlags BrunoMedia Buchverlag. Größter Erfolg des BrunoMedia Buchverlags ist die sogenannte „Opa-Reihe“, von der bis Dezember 2013 insgesamt 230.000 Exemplare verkauft wurden. Erfolgreichster Titel der sechs Bände ist der Start-Titel Opa das kannst du auch – mein Enkel erklärt mir den Computer.
2004 bis 2005 produzierte Brunowsky mit einer eigenen Redaktion das Wirtschaftsmagazin Geldidee des Bauer-Verlages, nachdem der Verlag zuvor die gesamte Redaktion entlassen hatte. Im Juli 2005 wurde die Netzeitung an die norwegische Mediengruppe ORCLA verkauft.
Ende 2012 verlegte er den Firmensitz seiner journalistischen Kommunikationsberatung BrunoMedia GmbH von Köln nach Mainz.
In seinem Blog Brunos Sicht äußert er sich regelmäßig zu gesellschaftlichen Themen und Medien.

## Weitere Aktivitäten
Von 2005 bis 2009 war Brunowsky Vorsitzender des Trägervereins der Kölner Journalistenschule für Politik und Wirtschaft. Er ist Mitglied des Kösener Corps Lusatia Leipzig, Mitglied des Deutschen Roten Kreuzes sowie Mitglied des Vereins „Jugend aktiv“ zur Begabtenförderung. Er ist Mitglied der FDP seit 2016.

## Auszeichnungen
- Umweltpreis der Stadt Hürth (1985)
- Theodor-Heuss-Preis (1987) für das Buch Der Ökoplan